# Tanguato
Tanguato är en ort i Mexiko.   Den ligger i kommunen Panindícuaro och delstaten Michoacán de Ocampo, i den centrala delen av landet, 290 km väster om huvudstaden Mexico City. Tanguato ligger 1 926 meter över havet och antalet invånare är 220.
Terrängen runt Tanguato är huvudsakligen kuperad, men den allra närmaste omgivningen är platt. Runt Tanguato är det ganska glesbefolkat, med 43 invånare per kvadratkilometer. Närmaste större samhälle är Zacapú, 19,3 km söder om Tanguato. I omgivningarna runt Tanguato växer huvudsakligen savannskog.